# Вейнтемилья, Марьета де
Марьета де Вейнтемилья Маркони (исп. Marieta de Veintimilla Marconi; 8 сентября 1855, Гуаякиль — 11 марта 1907, Кито) — эквадорская писательница, феминистка и политик. Она играла роль первой леди Эквадора во время президентства её неженатого дяди Игнасио де Вейнтемильи в 1876—1883 годах.
Выполняя роль первой леди страны, Марьета де Вейнтемилья существенно изменила манеру одеваться и социальные установки в отношении роли женщин в обществе. Благодаря ей женщины из высших слоёв общества Эквадора сбросили с себя чёрные одежды, которые они носили в то время, и приняли европейскую моду одеваться в яркие цвета. Также Вейнтемилья способствовала свободе передвижения женщины. Ранее они не ходили по улицам без опекуна мужского пола в своей компании. Вейнтемилья же в качестве первой леди прогуливалась по городу в одиночку или в компании подруги, тем самым подавая всем остальным женщинам наглядный пример приемлемого поведения.
В 1882 году её дядя отсутствовал в столице Кито, находясь в другой части страны. В это время вспыхнула гражданская война, и на время его отсутствия Марьета взяла под свой контроль столицу, правительство и его вооружённые силы, приняв командование обороной Кито, когда он был атакован мятежниками в 1883 году. Она получила прозвище Хенералита. Вейнтемилья стала первой женщиной в истории Эквадора, обладавшей властью такого уровня. После поражения она была заключена под стражу. В 1884 году она была освобождена и отправлена в изгнание.
После своего возвращения в Эквадор в 1898 году Вейнтемилья стала ведущей фигурой в зарождавшемся женском движении в Эквадоре как писатель и выступала с феминистскими речами.